# ذى ناعم (الشعر)
ذي ناعم محل، التابعة لمحافظة البيضاء في الجمهورية اليمنية.، بلغ تعداد سكانها 62 حسب تعداد اليمن لعام 2004.